# ارکستر و سه‌تار
 ارکستر و سه تار نام یک آلبوم موسیقی اثر احمد عبادی، هنرمند ایرانی است که در سبک سنتی تهیه شده و دارای ۱۰ آهنگ است.

## فهرست آهنگ‌ها
| ردیف | آهنگ            |
| ۱    | ابوعطا ـ زنگوله |
| ۲    | افشاری ـ پروانه |
| ۳    | افشاری ـ دل     |
| ۴    | دشتی ـ کولی     |
| ۵    | اصفهان ـ نغمه   |
| ۶    | همایون ـ سوز    |
| ۷    | ماهور ـ شکوفه   |
| ۸    | سه‌گاه ـ نوا     |
| ۹    | سه‌گاه ـ سوز     |
| ۱۰   | شور ـ آرامش     |